# Iso Ahvenjärvi (sjö i Enare, Lappland, Finland)
Iso Ahvenjärvi eller Ahvenjärvi är en sjö i Finland. Den ligger i kommunen Enare i landskapet Lappland, i den norra delen av landet, 900 km norr om huvudstaden Helsingfors. Ahvenjärvi ligger 216,4 meter över havet. Arean är 16,2 hektar och strandlinjen är 2,28 kilometer lång. Sjön  ingår i Tuulomajokis huvudavrinningsområde. 